# Vilibald Šťovík
Vilibald Šťovík (9. října 1917 Praha – 8. listopadu 1948 Lamanšský průliv) byl český a československý hokejový obránce.
Hrál za LTC Praha, se kterým získal pět ligových titulů. Československo reprezentoval na Mistrovství světa 1947, kde byl členem vítězného mužstva, a na Zimních olympijských hrách 1948, odkud si přivezl stříbrnou medaili. Zemřel při letecké nehodě při letu československého reprezentačního mužstva z Paříže do Londýna nad Lamanšským průlivem.
V roce 2010 byl uveden do síně Slávy českého hokeje.